# Woods of Birnam
Woods of Birnam ist eine Popband, die 2011 in Dresden gegründet wurde. Sie besteht aus dem Schauspieler und Musiker Christian Friedel und vier Musikern der ehemaligen deutschen Popband Polarkreis 18.

## Geschichte
Vier Musiker der Band Polarkreis 18 unterstützten Christian Friedel im Jahr 2011 bei einer Tour, die als Teil der Promotion für Friedels Solo-EP The Closer EP gebucht war. Nach dieser Tour gründete man Woods of Birnam als Nebenprojekt zu Polarkreis 18. Der Name bezieht sich auf den Wald von Birnam, der in Shakespeares Drama Macbeth für die Titelfigur eine verhängnisvolle Rolle spielt.
Im Dezember 2011 begann man mit den Aufnahmen für ein erstes Album, brach diese aber bereits im Frühjahr 2012 wieder ab. Aus dieser Aufnahmesession wurde u. a. für weitere Konzerte der Band die auf 200 Stück limitierte EP The Healer EP auf eigene Kosten hergestellt und ohne festes Label veröffentlicht.
Im September 2012 begannen die Proben für eine Inszenierung von William Shakespeares Hamlet unter der Regie von Roger Vontobel. Friedel spielte darin die Titelrolle und Woods of Birnam begleiteten ihn als Liveband. Die Lieder und Musiken, die aus dieser Arbeit entstanden sind, wurden mit Unterstützung der Zeitschrift Theater der Zeit und des Staatsschauspiels Dresden 2013 als Hamlet Live EP veröffentlicht.

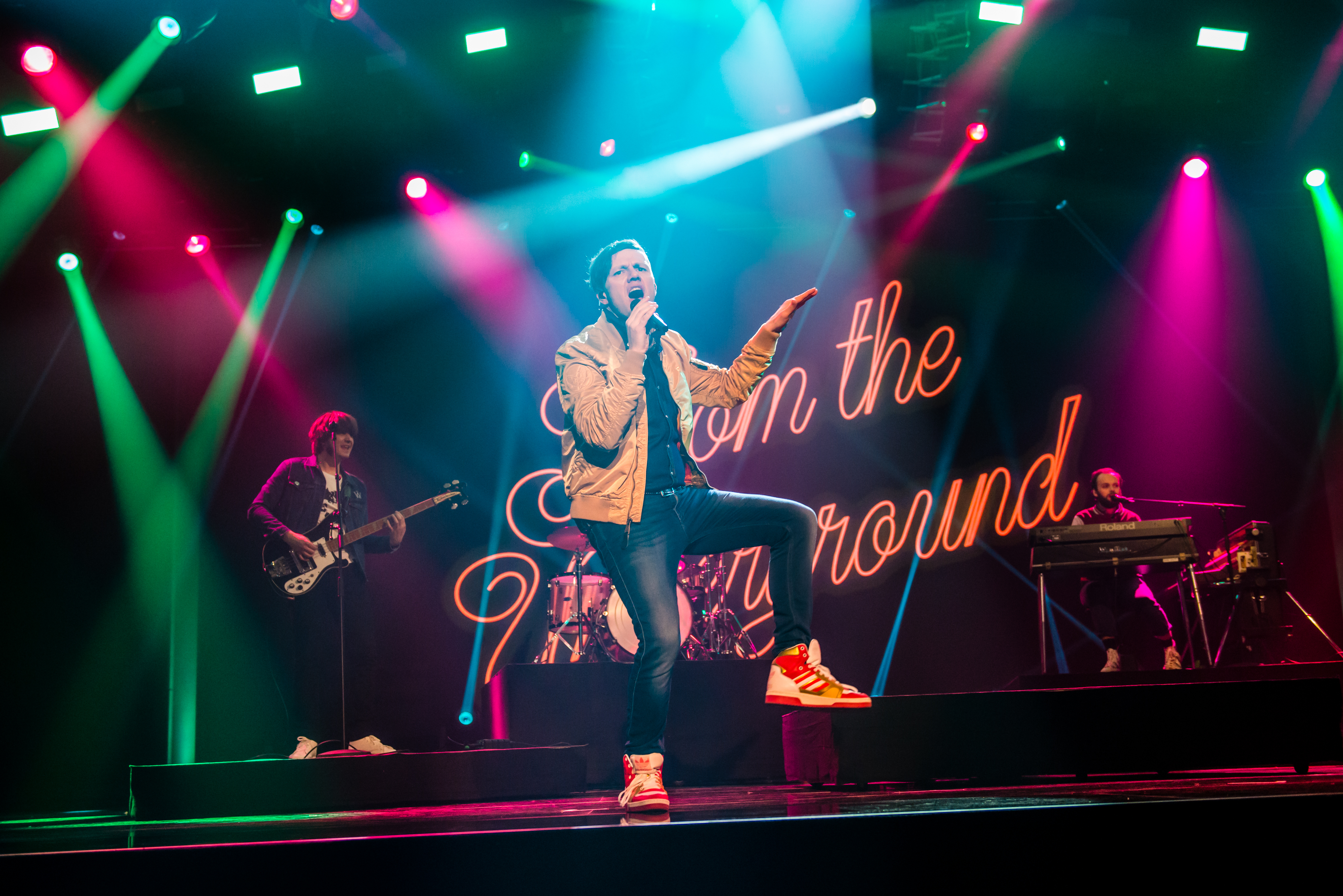
Woods of Birnam beim deutschen Vorentscheid des Eurovision Song Contest 2016

Im Mai 2013 begannen die Aufnahmen für das Debütalbum im Radiobuellebrueck Studio unter Leitung des Produzenten Tobias Siebert. Die Produktion dauerte gut ein Jahr und wurde im Juni 2014 beendet. Das gleichnamige Debütalbum wurde am 7. November 2014 veröffentlicht, nachdem die Singles The Healer und I’ll Call Thee Hamlet digital veröffentlicht wurden.
Im Dezember 2014 wurde bekannt, dass die Band das Titellied zu dem Til-Schweiger-Film Honig im Kopf beisteuern wird. Somit wurde die Single I’ll Call Thee Hamlet im Dezember digital wiederveröffentlicht.
Im März 2015 folgte die erste große Tour der Band durch Deutschland und Österreich.
Am 25. Februar 2016 nahm die Band am deutschen Vorentscheid des Eurovision Song Contest 2016 teil. Der Song Lift Me Up (From The Underground) sollte ein erster Vorbote zum geplanten Album Grace sein, die Band gab aber dem geplanten Shakespeare-Projekt den Vorzug.
Im Dezember 2016 hatte die Theaterproduktion Searching for William am Staatsschauspiel Dresden Premiere, bei der Friedel auch die Regie übernahm. Darin wird ein breites Spektrum von Shakespeare-Texten durch Woods of Birnam mit Musik und Schauspiel behandelt.

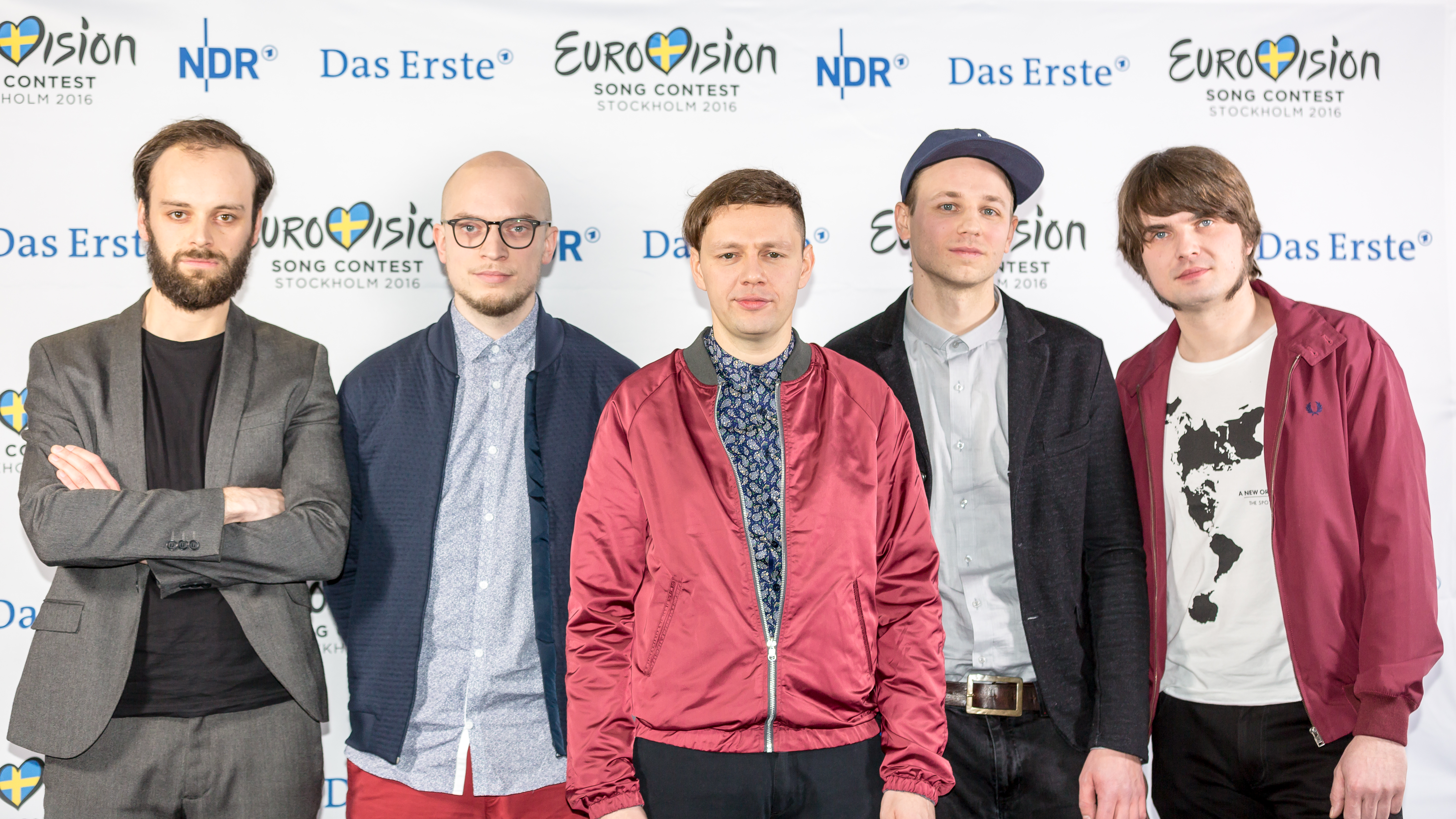
Gruppenfoto vor dem Auftritt zum deutschen Vorentscheid Unser Lied für Stockholm

Nach einer Reihe einzelner Club-Konzerte im deutschsprachigen Raum ab Januar 2018 organisierte die Band im Juni 2018 das erste Open-Air-Festival „Come to the Woods“ in Dresden und trat zusammen mit den befreundeten Musikern von Joco, Kat Frankie und Enno Bunger auf.
Am 5. Oktober 2018 erschien ihr drittes Album Grace. Bis Ende 2018 standen neben einzelnen Gastkonzerten die Theaterauftritte in Düsseldorf und Dresden im Vordergrund, ab Januar 2019 folgte eine Deutschlandtournee zum neuen Album von bislang neun Konzerten. Seit 2019 wirkt Ludwig Bauer nur noch bei Theateraufführungen mit und wurde bei sonstigen Liveauftritten durch Onno Dreier ersetzt.
Im Jahr 2020 steuerte die Band den Song Du bist alles zum offiziellen Soundtrack der dritten Staffel von Babylon Berlin bei, in der Sänger Christian Friedel eine wiederkehrende Nebenrolle hat.

## Diskografie

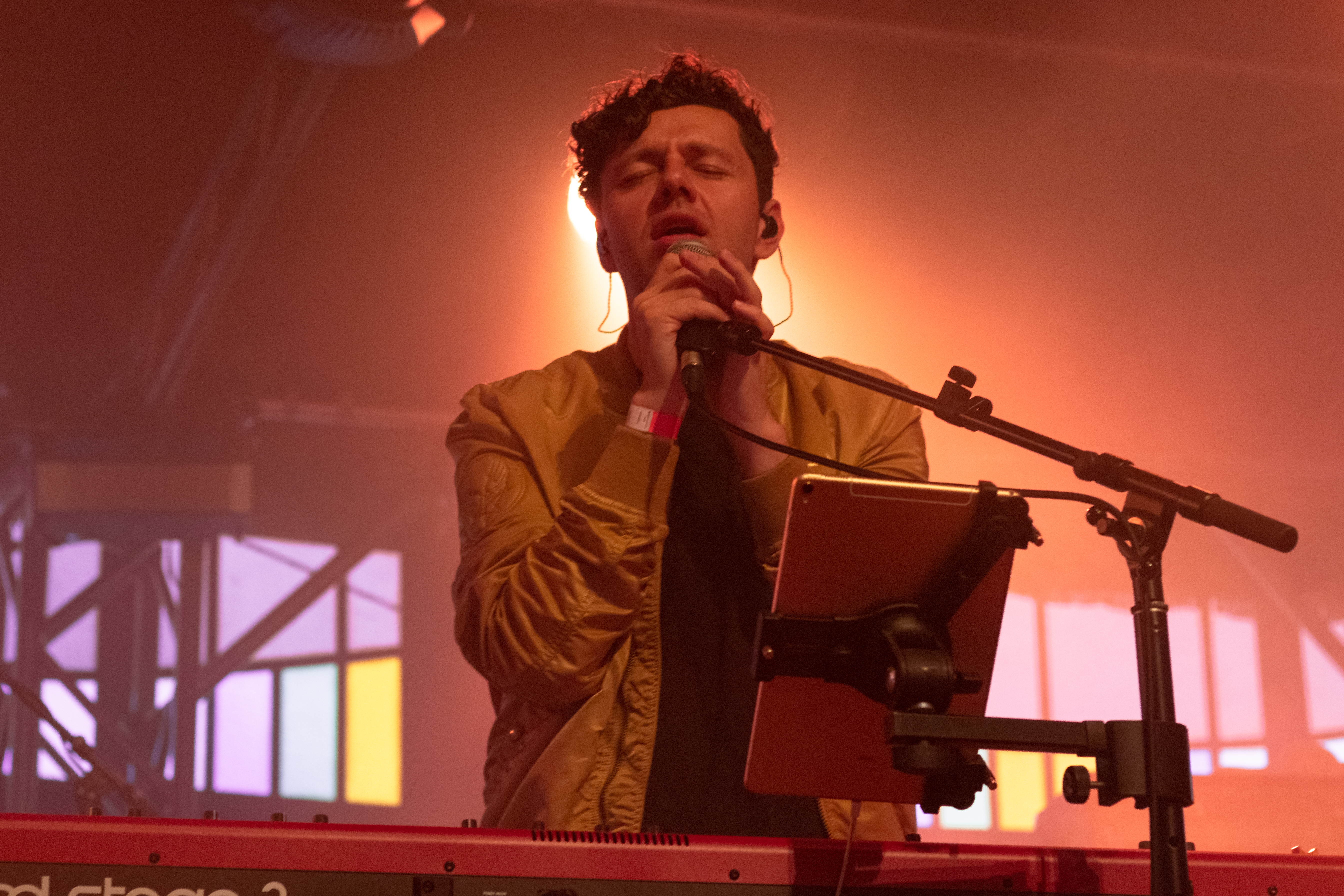
Christian Friedel mit Woods of Birnam am Haldern Pop Festival 2019

### Studioalben
- 2014: Woods of Birnam[10]
- 2017: Searching for William[11]
- 2018: Grace
- 2020: How to Hear a Painting
- 2022: Macbeth
- 2023: Dorian

### EPs
- 2012: The Healer EP[12]
- 2013: Hamlet Live EP[13]

### Singles
- 2014: The Healer (digital)
- 2014: I’ll Call Thee Hamlet (digital)
- 2015: Closer (digital)
- 2015: Down (digital)
- 2016: Lift Me Up (From The Underground) (digital)
- 2016: A Fairy Song (digital)
- 2017: Where The Bee Sucks (digital)
- 2017: Something Wicked This Way Comes (digital)
- 2018: Isolation (digital)
- 2018: Grace (digital)
- 2020: Du bist alles (digital)

### Soundtrackbeiträge
- 2014: Honig im Kopf (I’ll Call Thee Hamlet)
- 2020: Babylon Berlin (Du bist alles)